# Мескал (Аризона)
Мескал (англ. Mescal) — переписна місцевість (CDP) в США, в окрузі Кочіс штату Аризона. Населення — 1751 особа (2020).

## Географія
Мескал розташований за координатами 31°58′3″ пн. ш. 110°26′12″ зх. д. / 31.96750° пн. ш. 110.43667° зх. д. (31.967430, -110.436582).  За даними Бюро перепису населення США в 2010 році переписна місцевість мала площу 12,60 км², з яких 12,59 км² — суходіл та 0,01 км² — водойми.

## Демографія
Згідно з переписом 2010 року, у переписній місцевості мешкало 1812 осіб у 767 домогосподарствах у складі 520 родин. Густота населення становила 144 особи/км².  Було 853 помешкання (68/км²).
Расовий склад населення:
| - 92,9 % — білих - 1,1 % — корінних американців - 0,6 % — чорних або афроамериканців - 0,4 % — азіатів - 0,3 % — вихідців з тихоокеанських островів - 2,0 % — осіб інших рас |

До двох чи більше рас належало 2,7 %. Частка іспаномовних становила 12,7 % від усіх жителів.
За віковим діапазоном населення розподілялося таким чином: 20,3 % — особи молодші 18 років, 56,8 % — особи у віці 18—64 років, 22,9 % — особи у віці 65 років та старші. Медіана віку мешканця становила 49,2 року. На 100 осіб жіночої статі у переписній місцевості припадало 103,6 чоловіків;  на 100 жінок у віці від 18 років та старших — 102,1 чоловіків також старших 18 років.
Середній дохід на одне домашнє господарство  становив 53 632 долари США (медіана — 49 388), а середній дохід на одну сім'ю — 58 282 долари (медіана — 49 867). За межею бідності перебувало 12,2 % осіб, у тому числі 0,0 % дітей у віці до 18 років та 8,5 % осіб у віці 65 років та старших.
Цивільне працевлаштоване населення становило 522 особи. Основні галузі зайнятості: освіта, охорона здоров'я та соціальна допомога — 16,5 %, науковці, спеціалісти, менеджери — 13,6 %, транспорт — 12,6 %.